# Бабарынка
Бабарынка (старинное название реки — Барым) — малая река в Тюменской области, правый приток реки Туры. Протекает по городу Тюмень, образуя несколько прудов и озёр.

## Данные водного реестра
Относится к Иртышскому бассейновому округу, речной бассейн — Иртыш, подбассейн Тобол, впадает в Туру на 187 км. Код водного объекта в государственном водном реестре — 14010502312199000000080.

## Этимология
В прошлом река называлась Барым. На карте 1798 года отмечена река Барым.
В некоторых диалектах татарского языка слово «Барым» переводится как — «сила», «мощь».
Река дала название улице Бабарынка и историческому району города Тюмени.

## География
Речка берёт своё начало с территории бывшего посёлка Рощино (сейчас микрорайон). Проходит через транспортный узел Объездная дорога-Ямская улица и затем впадает в пруд Оловянникова (Колокольниковых). Протекает в трубе под Барнаульской улицей, впадает в большое озеро Цимлянское, где сливается со своим притоком. Далее течёт на восток, где втекает в пруд, образованный плотиной перед улицей Полевая. За нею втекает в Мельзаводской (Мельничный) пруд. После попадает в заболоченную низину, и, протекая под улицей Коммунистической, впадает в Туру.
Длина от истока (ключи, питающие речку) до устья ранее составляла приблизительно 16 — 20 км из которых сейчас сохранилось около 8 километров.

## Притоки
В речку Бабарынка вливается несколько ручьёв с логов. Крупный приток вместе с речкой образует Цимлянское озеро.

## История

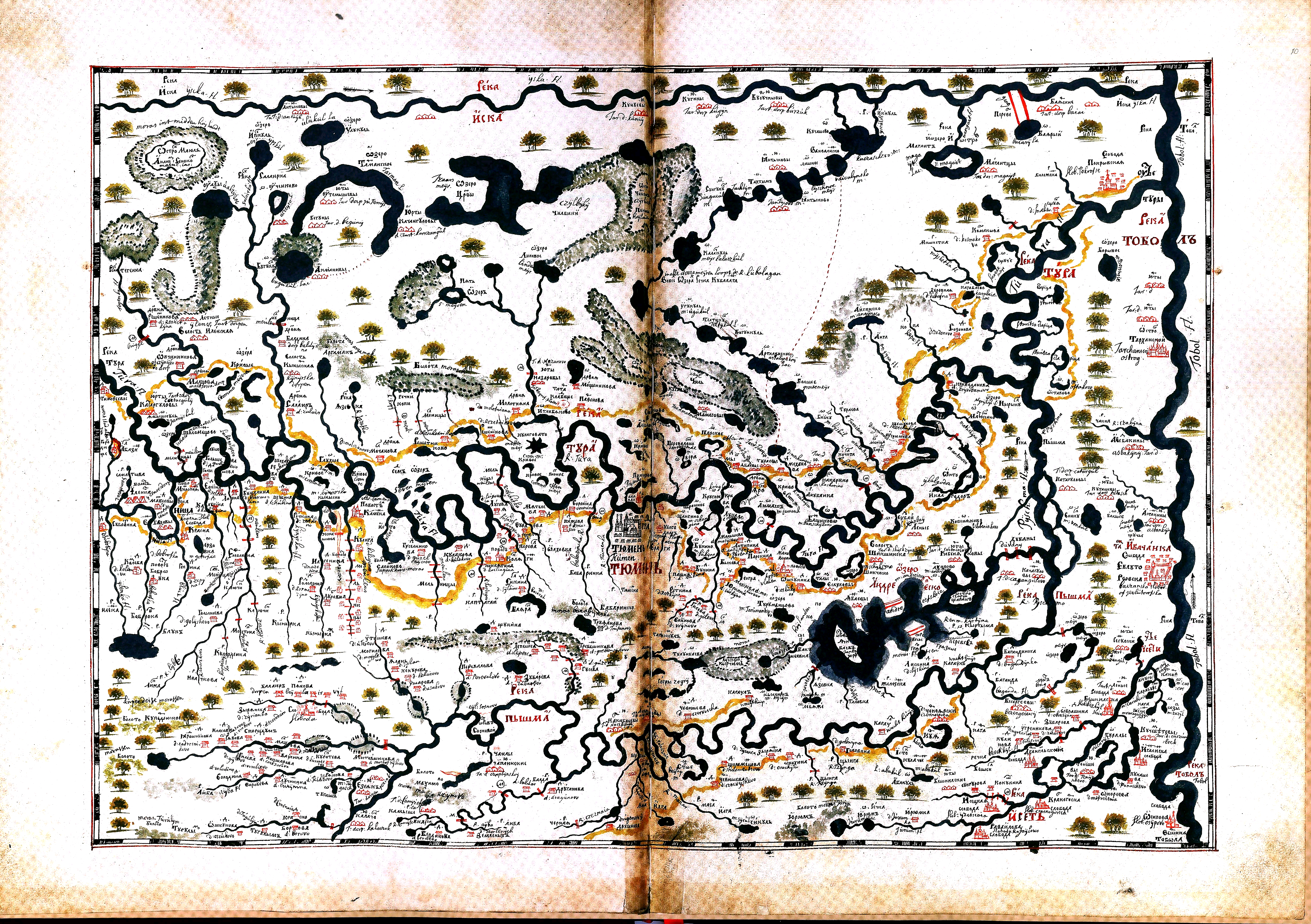
Карта Тюмени с окрестностями из «Чертёжной книги Сибири» С. У. Ремезова. 1701 год

На старой карте Ремезова речка Тюменка и речка Бабарынка берут начало, подпитываются с болот и озёр, лежащих между долинами рек Тура и Пышма.